# 協恩中學
協恩中學（英語：Heep Yunn School）位於香港九龍土瓜灣靠背壟農圃道1號，於1936年創立，是香港聖公會轄下直資女子中學，為香港補助學校議會22所成員學校之一，故被坊間稱為香港教會主辦的22間「傳統名校」之一。
該校在2012/13學年轉為直資學校，直資學生學費定為每月3916港元（2023-2024學年）。

## 歷史
協恩中學的最早起源可追溯至1886年，英國聖公會差會傳教士莊思端女士（Ms. Margaret Johnstone）創辦女子漢文學校——飛利女子學校（Fairlea Girls' School，又譯飛利女校）。莊思端女士租借了由著名猶太裔商人庇理羅士先生 (Mr. R. Belilios) 持有名為「飛利」的一座三層建築物，該校設於般咸道聖保羅書院現址，創校目的是為華人基督徒的女兒們教授基本知識。1912年因教會要在校址開辦聖約翰寄宿舍而遷校至巴丙頓道4-6號；約1918年聖士提反女子中學堅道校舍因汕頭大地震受損遷入飛利巴丙頓道校舍，但兩校依然獨立運作。兩校於1924年遷往列堤頓道2號，並於五年後增建東翼校舍，同時飛利女校開設中學部。
1936年，奉教育司及聖公會教區之命，飛利女校與另一間位於宋王臺的聖公會女校：維多利亞居留院（Victoria Home and Orphanage，又譯域多利亞女館、維多利亞女校、維多利亞女校暨孤兒院，創立於1887年）合併創立新校，校址在靠背壟農圃道，以解決兩校發展空間不足的問題；同時居留院孤兒全數轉入大埔農化院。
1936年10月23日，時任香港總督郝德傑為農圃道的新校主持奠基禮。校舍於翌年5月19日由莫壽增會督主持獻校禮，翌日開幕。新學校取名為「協恩」—取「兩校協作以見證神恩」之意；而校訓更加說明了校名當中的意義：「協力藉恩，信主愛群」。

### 重要里程
- 1886年：聖公會接管學校，交予莊思端女士，並將學校命名為飛利女學校。
- 1887年：聖士提反堂堂牧何約翰（Rev. John Ost）夫婦於新教堂後方（即飛利樓旁）建立維多利亞居留院，該命名為慶祝同年的維多利亞女皇登基金禧。
- 1892年︰拔萃書室由男女合校轉化為男校，現有女生全數轉入飛利女校。
- 1902年：維多利亞居留院遷至宋皇臺聖山金夫人墓旁。
- 1936年：校舍的基石奠於農圃道校園。張陳儀貞女士獲委任為協恩中學首任校長。
- 1941年：學校因日軍侵略香港而被迫關閉。
- 1946年：校舍於一月由英軍交還協恩中學。學校於二月重開，有男女學生共309人。
- 1948年：體育館揭幕。
- 1952年：獲政府撥地，籌建小學部校舍[5]。
- 1957年：小禮拜堂啟用。
- 1958年：張陳儀貞女士以校長身份領導學校22年後榮休。張盧璞卿女士獲委任為第二任校長。
- 1963年：開設中六文科及理科班。
- 1965年：校園拓展工程竣工。
- 1966年：協恩首批學生（共三名）考入香港大學。
- 1971年：白約翰會督為大禮堂及圖書館式揭幕。
- 1972年：協恩宿舍關閉。
- 1974年：首批中七社會科學班學生報考高級程度會考，為升讀香港大學社會科學院作準備。
- 1978年：張盧璞卿校長擔任協恩中學校長20年後榮休。黎韋潔蓮女士獲委任為第三任校長。
- 1981年：游泳池啟用。
- 1983年：學校增添三個網球場和一個排球場。
- 1984年：教堂旁邊的花園和籃球場側的跑步徑建成。協恩贏得歐米茄玫瑰杯（比賽自2002年起易名為中銀香港紫荊盃），自此一直是港九地域女子組總冠軍。
- 1985年：小學部的操場建成。
- 1986年：金禧樓啟用。協恩慶祝50周年紀念，分別於香港大會堂舉行音樂會及在校內舉行為期兩天的展覽。
- 1991年：校舍完成安裝空氣調節設備。
- 1993年：金禧樓頂樓工程竣工。地理室遷入這座新教學樓。
- 1994年：圖書館面積倍增。
- 1996年：由中學、小學及幼稚園合辦的音樂會於1996年7月在文化中心音樂廳舉行，慶祝協恩中學創校60周年。
- 1998年：圖書館電腦化。協恩中學設立內聯網，每位協恩學生均獲編配一個帳戶。
- 1999年：投資港幣250萬元發展LAN系統，分別在圖書館及多間特別室安裝16台及72台電腦。
- 2002年：黎韋潔蓮校長領導學校24年後榮休。劉李國建女士接任為校長。學校改善工程展開。

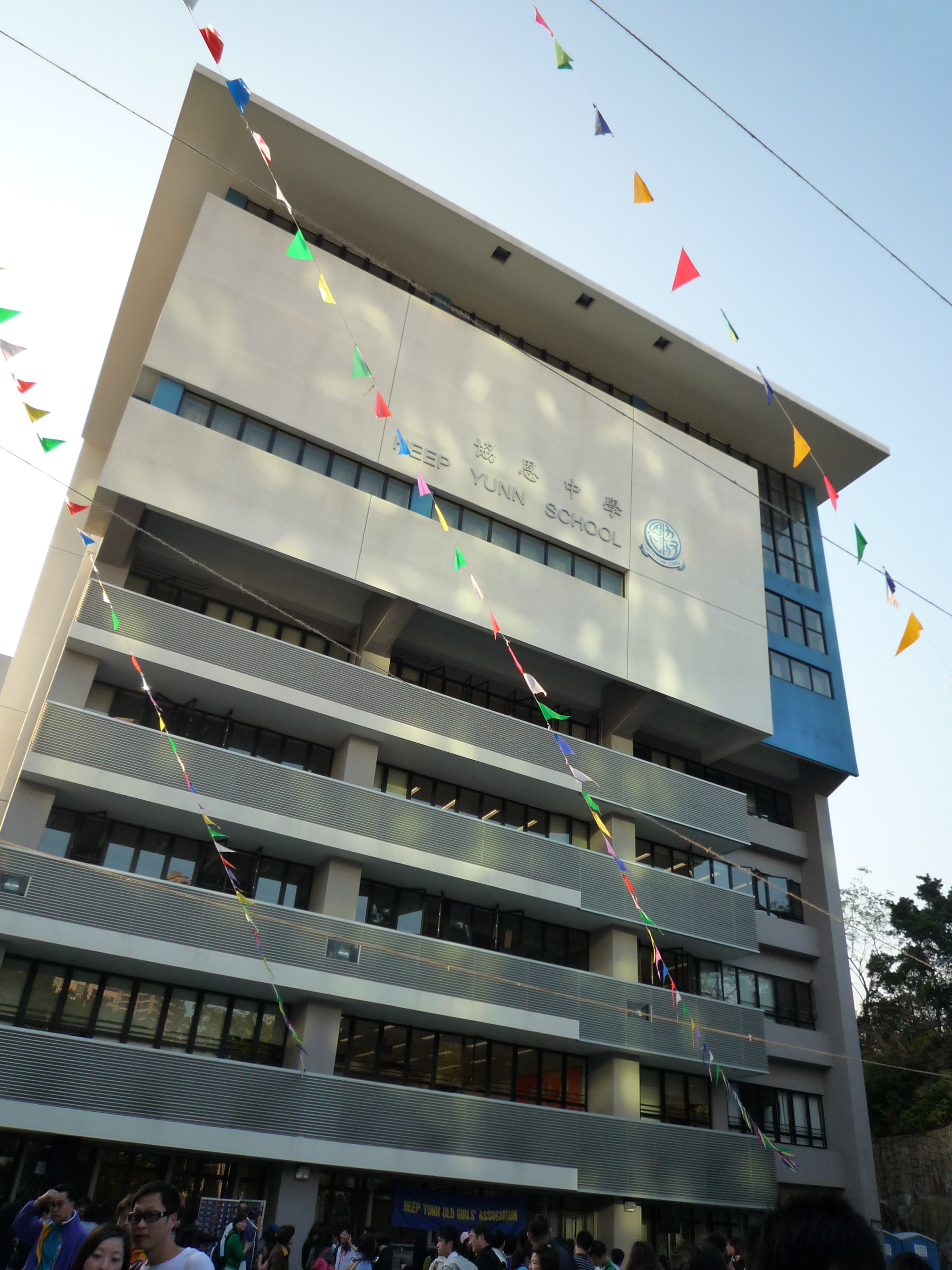
協恩中學多用途教學大樓

- 2005年：學校改善工程竣工，多用途教學大樓落成。大樓設有文吳泳沂體育館、葉盧慶元學生活動中心及由校友捐獻而成的Sorority Garden。此外，金禧樓內的黎韋潔蓮校長劇院亦告落成啟用。
- 2006年：慶祝協恩70周年，於3月份舉行「春天的繆思」（展示學校的戲劇作品）、7月份於沙田大會堂舉行「榮耀頌」音樂會和「追尋真善美」協恩70週年戲劇之夜，以及在10月份舉行感恩崇拜及晚宴聚餐。圖書館重新裝修後易名區林瑞蘭紀念圖書館。
- 2011年：協恩成立鑽禧紀念
- 2011年：向教育局申請於2012年轉為直資學校，獲接納。
- 2011年：校長劉李國建於處理轉直資事宜期間突然因母親年事已高需要向陳衍昌牧師辭任校長一職，於9月1日正式離職，並由副校長李鎮洪升任其校長職務，成為歷來首名男校長。
- 2013年：協恩中學7月8日舉行「學校如何面對佔領中環運動」研討會，李鎮洪校長邀請了佔領中環發起人戴耀廷及人大常委范徐麗泰出席。
- 2014年：DSE文憑試放榜中，該校出產一位狀元、協恩中學連續贏得中銀香港紫荊盃三十年，學校舉辦了不同的慶祝活動（例如：晚宴）。
- 2015年元旦：袁海球博士接掌校監工作，陳衍昌牧師榮休。
- 2016年：梁少儀女士接任為校長。
- 2022年：該校再出一名DSE文憑試狀元

## 校園刊物及創作
協恩中學每年都會出版一本名為《思齊》的校刊（英文名稱為《Vintage》），由校内一個全由學生擔任的編委會（Editorial Board）負責編輯及設計，並於每年學年尾出版。另外，編委會每年也負責出版一本名為《Flourish》的小冊子，裡面紀錄了該學年學生在各項比賽中所奪的獎項和獎學金。校方大力推動學校的寫作文化，鼓勵同學多寫作，因而該校設有中文和英文校報，每年不定時出版幾份刊物。中文版的校報名為《聚曦》，而英文版則名為《Gatherine》。英文版也設有網站，供同學重溫以前的文章。

為慶祝校慶八十週年，編委會亦於2016年出版特刊《Legacy》，內容涵蓋學校各方面在歷年來的發展和成就，甚有記念價值。

## 課外活動
學校截至2018-2019學年有23個運動隊伍、4個樂團、4個合唱團(其中兩個分別為跟九龍華仁書院及拔萃男書院合作之混聲合唱團)、普通話，中文和英文辯論隊、2個活躍的劇社、女童軍及逾60個分別與語文、人文研究、視覺藝術、科學、社會服務和領袖訓練有關的輔助項目。這些項目旨在推動創新和創意，重點講求同儕互相支持、個人責任感和投入感，而容許學生按其不同水平的能力，分層次進行學習。

## 與協恩中學附屬小學的關係
隨着協恩中學於2012年9月由津貼中學轉為直資學校，原來與之聯繫的協恩中學附屬小學亦面對轉變，雙方的聯屬關係於2017年9月結束。在2017年8月底前，在聯繫小學就讀的小六學生，只要符合三個準則（學科成績屬首87%內、品行良好及有繳交學費），便可以獲協恩中學直接取錄。但2017年9月起，上述三個準則將不再適用，意味着2017年9月或以後入讀協恩中學附屬小學的小一學生，在完成六年小學課程後，不會再因符合上述三個準則而獲保證直升協恩中學。

## 香港傑出學生選舉
截至2024年（第38屆），協恩中學在香港傑出學生選舉共出產5名傑出學生，排名全港第17。

## 公開考試佳績
協恩中學是於歷屆的香港中學文憑考試曾出產「7科5**狀元」（在甲類科目中至少3個選修科及4個核心科獲得5**成績）的43間學校之一。截至2025年，共產生3位「狀元」。

### 香港中學文憑考試狀元
- 2014年：陳詠妍 （8個5**超級狀元），於香港大學修讀內外全科醫學士。 [14][15]
- 2022年：周愷彤 （8個5**超級狀元），於香港中文大學修讀內外全科醫學士課程 - 環球醫學領袖培訓專修組別 [16][17]。
- 2025年：何韋瑩 [18]

## 著名校友
以下為協恩中學的著名校友：

### 娛樂、傳媒、新聞、文化和藝術界
- 羅乃新：香港鋼琴演奏家[20]
- 翁嘉穗：1997年香港小姐冠軍
- 佘詩曼：1997年香港小姐季軍、2006年、2014年及2023年萬千星輝頒獎典禮最佳女主角
- 鄧萃雯：香港電視演員、2009年及2010年萬千星輝頒獎典禮最佳女主角
- 樂易玲：電視廣播有限公司助理總經理（1968年小六[21]、1973年中五）
- 陳淑蘭︰1988年香港小姐亞軍
- 陳美詩：香港電視藝員、電影演員、歌手、節目主持人、模特兒
- 劉雪華：電視演員
- 單慧珠︰香港電影導演及香港電台導演（1969年中五）[22]
- 李姿敏︰2009年香港小姐亞軍
- 鄭婉雲︰歌手
- 何雁詩︰香港女歌手，電視藝員，節目主持人，超級巨聲參賽者，香港哥爾夫球運動員
- 陳皓儀︰香港已故女歌手
- 謝芷倫：香港女演員，2014年香港小姐，節目主持人，電影演員
- 鄧卓殷：香港女藝人、2018年香港小姐亞軍及最上鏡小姐（2013年中六畢業）
- 趙小婷：香港女歌手、無綫電視藝員，《聲夢傳奇2》第五名（2019年畢業）
- 周采茨：香港已故企業家，演藝界人士，資深電視製作人
- 靳羽西：美國華裔電視節目主持人、製片人、企業家，羽西品牌化妝品創始人（1963年中五）[23]
- 陳麗斯：前香港女歌手（1970年中五）[24]
- 崔妙姍︰（70年代中學畢業）作家及基督教金書獎得主
- 關秀瓊︰（筆名：余非；80年代預科畢業）作家
- 陳碧霞︰（90年代畢業），入讀中大新聞系，現任《星島日報》助理採訪主任
- 李嘉齡：（1997年中五畢業）2005年國際蕭邦鋼琴比賽第6名
- 張彥：筆名西西，已故香港作家、編輯
- 胡雪麗：《新報》社長。胡雪麗曾為電影血玫瑰任編劇。血玫瑰（1988）為成人III級電影類別，該片導演為藍乃才，演員有王小鳳，林正英，金燕玲[25]
- 陳宇凰：前now寬頻電視財經資訊部主播，陳宇寧胞姊
- 劉紫鳳：鳳凰衛視香港台主播
- 李朗怡：前無綫新聞記者及主播
- 雲影畦：前香港電台助理廣播處長及電視劇監製（1955年小六）[26]
- 袁潔儀：香港女藝人[27]

### 專業界
- 張慧玲︰（70年代預科畢業）高等法院法官
- 余國慧︰律政司助理刑事檢控專員
- 招秉茵︰律政司高級檢控官
- 黃樂同︰律政司高級檢控官
- 程德君︰（90年代畢業）聖母醫院醫生、無國界醫生義務工作者
- 陳可恩︰（2000年預科畢業）廣華醫院副顧問醫生
- 余古少賢︰（70年代中五畢業）香港理工大學應用社會科學系助理教授；註冊教育心理學家
- 梁若芊︰（70年代預科畢業）香港大學學生輔導總監；臨床心理學家
- 游秀慧：新生精神康復會已故行政總裁（2017年12月16日因車禍去世）

### 政經商界
- 俞　化︰譽邦投資亞洲有限公司董事總經理
- 馮婉眉：恒隆獨立非執行董事、前香港銀行公會主席、前滙豐控股集團總經理
- 趙潔儀︰醫院管理局公積金計劃辦事處副總監
- 莫宜端：前勞工及福利局前政治助理
- 梁麗幗︰前港大學生會會長，前學聯常委
- 楊勵賢：已故前市政局議員、教育家
- 黃文萱：前沙田區議會議員（第一城選區）
- 梁幼莓：Facebook大中華區總裁
- 曹聖玉：前九龍中醫院聯網護理總經理（1967年中五）[28]
- 王依雯：前仁濟醫院副主席及總理（1974年小五）[29]
- 雷浣玲：前東亞銀行期權及商品部主管[30]

### 教育界
- 黃惠庭：前新亞中學校長（1983年中五畢業）
- 梁少儀：協恩中學現任校長
- 何杏楓：香港中文大學中國語言及文學系副教授（幼稚園、小學、中學畢業）
- 劉筱基：聖公會奉基小學前校長
- 林浣心：英華小學前校長

### 體育界
- 蔡曉嵐：前香港短跑代表
- 李祉均：香港首位進軍WCBA球員
- 陳宇寧：香港女游泳選手，香港游泳紀錄保持者
- 陳健樂：香港女游泳選手，香港游泳代表
- 陳敏儀：前香港長跑代表
- 鄭曉為：劍擊運動員
- 區婉玲：游泳運動員
- 吳穎嵐：前香港乒乓球代表
- 周尉洋：前香港乒乓球代表
- 范嘉茵：女子羽毛球運動員
- 杜凱琹：香港女子乒乓球代表，獲得2021年東京奧運女子乒乓球團體賽銅牌。[31]

## 外部連結
维基共享资源上的相關多媒體資源：協恩中學